# Airtime
Airtime — платное (ранее свободное) программное обеспечение с открытым кодом для живого эфирного и удаленного (с помощью календаря-планировщика) управления радиостанцией, и распределения ресурсов между несколькими радиостанциями посредством веб-браузера. Распространяется под лицензией GNU GPL.
До версии 1.6 Airtime имела название Campcaster и значительно отличалась как внешним видом интерфейса, так и возможностями.

## История
Первоначальная концепция программы Airtime, называемой ранее LiveSupport, а затем Campcaster была разработана в 2003 немецким разработчиком мультимедиа Micz Flor. Далее эта концепция получила своё развитие разработчиком ПО Ákos Maróy, затем Tilos Radio, Robert Klajn, радио-продюсером B92, а также Douglas Arellanes и Sava Tatić из Международного фонда поддержки независимых СМИ (MDLF). Первоначальная разработка финансировалась грантом Open Society Institute's Information Program, по инициативе ICT Toolsets. Развитие программы изначально координировалось MDLF с помощью программы Campware.org. В настоящий момент проект перешёл в руки некоммерческой, негосударственной компании Sourcefabric, главный офис которой находится в Праге (Чехия).
В январе 2011, Sourcefabric анонсировал ряд существенных структурных изменений в Campcaster, начиная с версии 1.6 beta. C++ планировщик с Liquidsoap и интерфейс на основе jQuery вошли в основу нового продукта, названного Airtime.
Airtime 1.8.1 вышел в свет 3 мая после релизов 1.7 и 1.8 в апреле того же года. Возможность редактирования, повтор и ретрансляции радиошоу, улучшенный календарь, позволяющий осуществлять загрузку графика в пять-восемь раз быстрее — вот лишь некоторые функции, реализованные по запросам пользователей многочисленного международного сообщества. OGG-формат теперь — исходящий формат Airtime по умолчанию, а не MP3.
Поддержка SoundCloud, позволяющего пользователям автоматически загружать записанные шоу, была реализована в мае 2011.
14 июня 2011 года вышло обновление Airtime 1.8.2 с существенными усовершенствованиями в процессе инсталляции, обновления, ограничений в загрузке файлов и интерфейсе.
Компания Sourcefabric также продолжает поддержку и совершенствование свободных программных продуктов для цифровой журналистики — Newscoop (cms для поддержки новостных и информационных сайтов) и Booktype (платформа для создания электронных и печатных книг).

## Описание программы
Airtime (ранее известное как Campcaster) — это программное обеспечение с открытым кодом для живого (эфирного), запланированного и удаленного управления радиостанцией. С помощью Airtime посредством web-браузера можно осуществлять дистанционное управление радиостанцией, пакетную загрузку файлов, автоматическое определение метаданных, планирование радиошоу с помощью календаря и гибкое управление плей-листами. Календарь планирования событий управляется с помощью простого в использовании интерфейса, а триггеры воспроизведения аудио позволяют усиливать и уменьшать звучание с точностью до секунды.

## Основные возможности

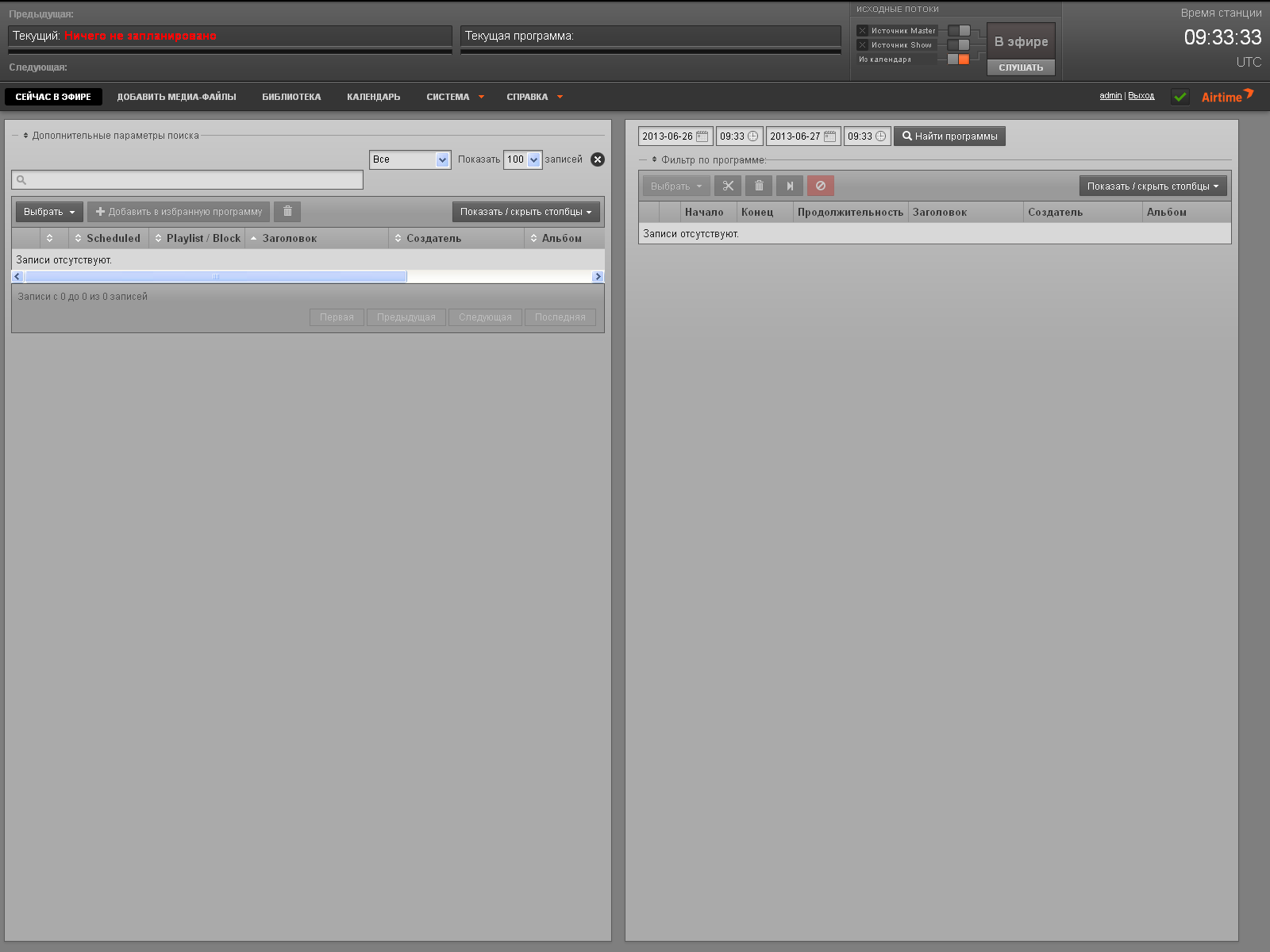
Программный интерфейс Airtime

- Программа-календарь. Планирование сетки вещания для радиостанций. Распределение радиопрограмм по времени вещания, установка временных интервалов в сетке, возможность работы в многопользовательском режиме при планировании списка воспроизведения радиопрограмм.
- Пользовательский доступ. Распределение прав доступа между менеджерами и DJ-ями.
- Дистанционное управление. Управление аудио архивом, загрузка файлов, формирование плей-листов, создание радиошоу, редактирование сетки в программе-календаре и воспроизведение доступны через веб-браузер. Управление радиостанцией может осуществляться из любого компьютера с выходом в Интернет.
- Виджеты JQuery. Использование встроенных виджетов позволяет интегрировать контент радиостанции на сайт или блог.
- Интеграция с SoundCloud.
- Запись и ретрансляция радиошоу. Возможность записи шоу и автоматической его ретрансляции в будущем.
- Запланированное радиовещание. Предварительно-созданный список радиопрограмм может быть запущен в автоматическом режиме вещания в течение многих часов.
- Точность воспроизведения. Airtime использует Liquidsoap для большей стабильности и плавности переходов, усиливания и затухания звука и возможности установить метку входа и выхода для отдельных файлов с точностью до одной секунды.
- Airtime поддерживает как MP3, так и Ogg форматы.

## Информационная поддержка общества
- Поддержка пользователей на форуме, подписка на обновления системы.
- Документация (недоступная ссылка) об установке и использовании Airtime.
- Система отслеживания ошибок.
- Обучающие видеоролики. (недоступная ссылка)

## Системные требования для установки
- Работает на платформах Linux
- Рекомендуется инсталлировать программу на Ubuntu 10.04 LTS и выше[7]:
- Системные требования к компьютеру — процессор 1 GHz и 512 MB оперативной памяти.

## Интеграция с другими программами
- CMS Newscoop

Используя настройки подключения Airtime в Newscoop, можно отображать онлайн (на сайте или блоге) сетку вещания радиостанций и осуществлять онлайн трансляцию.
- Потоковый сервер Icecast

Один из самых простых способов онлайн радиовещания с использованием Airtime — направлять поток непосредственно на Icecast сервер, без использования звуковой карты или микшера в цепи вещания. Icecast — это программа для потокового мультимедиа через Интернет, которая определяет URL потока для пользователей онлайн радио и поддерживает плеер или плагин для браузера, чтобы настроиться на вашу станцию.
- Интеграция Airtime и Mixxx

Установленный на компьютере или ноутбуке, Mixxx дополняет сервер Airtime для обеспечения целостности системы для живого и запланированного радиовещания.

## Радиостанции, использующие Airtime
- 18 января 2011, Resonance104.4fm предложил сотрудничество Sourcefabric «в тестировании и разработке новых функций» Airtime.
- West Africa Democracy Radio (WADR) запустил новую платформу, базирующуюся на Airtime в 1 апреля 2011.
- Catalyst Radio провозгласил использование Airtime для организации и радиотрансляции контента 13 июня 2011.
- Airtime используется на equestriaradio.com
- C декабря 2013 года, Airtime используется на radio.everypony.ru
- C 15 июля 2012 года, Airtime используется на playpoint.fm Архивная копия от 21 августа 2015 на Wayback Machine